# Robert Franks
Robert Christopher Franks Jr (ur. 18 grudnia 1996 w Seattle) – amerykański koszykarz, grający na pozycji silnego skrzydłowego. 
15 stycznia 2020 został zwolniony przez Charlotte Hornets, nie rozegrał w klubie żadnego spotkania. 27 listopada podpisał umowę z Orlando Magic. 19 grudnia opuścił klub.
12 kwietnia 2021 zawarł 10-dniowy kontrakt z Orlando Magic. Dziesięć dni później podpisał kolejną, identyczną umowę, po czym opuścił klub.

## Osiągnięcia
Stan na 29 kwietnia 2021, na podstawie, o ile nie zaznaczono inaczej.
NCAA
- Największy postęp sezonu konferencji Pac-12 (2018)
- Zaliczony do:
  - I składu:
    - Pac-12 (2019)
    - turnieju The Wooden Legacy (2018)

  - składu All-Pac-12 honorable mention (2018)
- Zawodnik tygodnia:
  - NCAA (10.02.2019 według USBWA, Citizen Naismith, kapituły Oscara Robertsona)
  - Pac-12 (11.02.2019)

Drużynowe
- Mistrz G-League (2021)